# إلسا جاكيموت
إلسا جاكيموت (مواليد 3 مايو 2003) هي لاعبة تنس محترفة فرنسية، أعلى تصنيف لها في الفردي كان ال233 في مارس 2022.

## روابط خارجية
- إلسا جاكيموت على موقع رابطة محترفات التنس (الإنجليزية)
- إلسا جاكيموت على موقع الاتحاد الدولي لكرة المضرب (الإنجليزية)
- إلسا جاكيموت على موقع خلاصة التنس.كوم (الإنجليزية)
- إلسا جاكيموت على موقع إي إس بي إن.كوم (الإنجليزية)